# ストラスブール天文データセンター
ストラスブール天文データセンター(仏、Centre de données astronomiques de Strasbourg、英、Strasbourg Astronomical Data Center)は天文情報の収集・配布をするデータセンターである。フランスのストラスブールにあるストラスブール天文台内にデータセンターが存在する。このデータセンターは、1972年にCentre de Données Stellairesの名で設立された。現在の名前に変更されたのは1983年である。1990年代にはインターネット技術を用いたオンラインサービスを始めた。現在提供されているオンラインサービスは次のとおりである。
- SIMBAD 天体のデータベース
- VizieR 天体カタログサービス
- Aladin Sky Atlas（英語版） 双方向性の星図[2]

2003年にはADASS(Astronomical Data Analysis Software and Systems)という天文学のデータ解析ソフトウェアとシステムに関する国際会議がCDSの主催で行われた。